# NGC 321
NGC 321 est une galaxie lenticulaire située dans la constellation de la Baleine. NGC 321 a été découverte par l'astronome allemand Albert Marth en 1864.

## Caractéristiques
Sa vitesse par rapport au fond diffus cosmologique est de 4 520 ± 50 km/s, ce qui correspond à une distance de Hubble de 66,7 ± 4,7 Mpc (∼218 millions d'al).